# NGC 1008
NGC 1008 je galaksija u zviježđu Kit.

## Vanjske poveznice
- SEDS: NGC 1008